# Semiothisa tegularia
Semiothisa tegularia là một loài bướm đêm trong họ Geometridae.